# Margaret Fletcher
Margaret Fletcher (* 5. Dezember 1862 in Oxford; † 21. Dezember 1943 ebenda) war eine englisch-britische Autorin, Künstlerin und Frauenbildungsaktivistin. Sie förderte den christlichen Feminismus und war Gründerin der Catholic Women's League.

## Leben
Fletcher wurde als eines von neun Kindern des anglikanischen Geistlichen, Carteret John Halford Fletcher (1827–1918) und seiner Frau Agnes Wheler, geborene Smith (1834–1888), geboren. Zuerst von einer Gouvernante erzogen besuchte sie die Oxford High School for Girls. Sie studierte Kunst in Oxford bei John Ruskin, an der Slade School of Fine Art und an der Royal Female School of Art in Bloomsbury. Frustriert über die ihrer Meinung nach mangelnden Möglichkeiten für Künstlerinnen in England – Frauen waren beispielsweise von Aktklassen ausgeschlossen – ging sie im Alter von nur 20 Jahren an die Académie Colarossi in Paris, wo beide Geschlechter gleich behandelt wurden. Sie setzte dort ihr Studium fort und stellte eines ihrer Gemälde im Paris Salon aus. Ihr Aufenthalt in Paris endete vorzeitig mit dem Tod der Mutter im Jahr 1888. Sie kehrte nach Oxford zurück, um sich um ihre jüngeren Geschwister und ihren Vater zu kümmern, den sie bis zu seinem Tod im Jahr 1918 im Alter von 91 Jahren pflegte.
Trotzdem ging Fletcher vielfältigen anderen Tätigkeiten nach: Sie malte weiter und unterrichtete zwanzig Jahre lang Kunst an der Oxford High School. 1889 unternahm Fletcher mit einer Freundin eine Zeichentour durch Ungarn, wozu sie 1892 Sketches of Life and Character in Hungary veröffentlichte. Sie illustrierte mit Feder- und Tuschzeichnungen Szenen aus Jane Austens Werken in Duologues and Scenes from the Novels of Jane Austen (1895). Zu ihren Gemälden gehören Nancy, das 1886 in der Royal Academy of Arts ausgestellt wurde, Professor Thorold Rogers (1891), das im Worcester College in Oxford hängt, Porträts der Schauspielerin Nell de Silva (1889) und des Jesuiten Charles Plater SJ (1920), nach dem das Plater College in Oxford benannt ist. Sie richtete einen Kurs für Aktzeichnen für Frauen ein, trotz einiger Opposition der Stadtbehörden. Sie war eine begeisterte Amateurschauspielerin und ein aktives Mitglied der Oxford University Dramatic Society.
Im Jahr 1897 konvertierte Fletcher zum Katholizismus, ohne das es aus dem anglikanischen Elternhaus dagegen Widerstand gab.
1904 gründete Fletcher eine vierteljährlich erscheinende Zeitschrift, The Crucible, die darauf abzielte, eine Zeitschrift für höhere Bildung von Frauen bereitzustellen und das Interesse von Lehrern und Schulen an einer besseren Bildung für Frauen zu wecken. Dies führte 1906 zur Gründung der Catholic Women's League (CWL) mit Zustimmung der katholischen Kirche. Die Organisation strebte die Emanzipation von Frauen sowie eine bedeutendere Rolle für sie in der Bildung und anderen Bereichen des öffentlichen Lebens an. Fletcher reiste intensiv für dieses Anliegen sowohl in Großbritannien als auch auf dem Kontinent. Fletcher war skeptisch gegenüber der zeitgleich aufkommenden Suffragettenbewegung, sie sah den Haupthebel in besserer Bildung.
Die CWL war insofern mit diesem Ansatz erfolgreich, als dass sie im Ersten Weltkrieg „ausgebildete Gruppen von Frauen“ sowohl der Kirche als auch dem Staat für Kriegsarbeiten zur Verfügung stellen konnte. Die CWL betrieb Kantinenhütten sowohl im Inland als auch im Ausland für Soldaten und stellte Unterkünfte für belgische Flüchtlinge und Munitionsarbeiter bereit, wofür sie Anerkennung von den britischen, französischen und belgischen Regierungen erhielt. Ähnliche Arbeiten wurden während des Zweiten Weltkriegs durchgeführt, als mobile Kantinen bereits im August 1944 nach Normandie geschickt wurden und die CWL in jedem Kriegsschauplatz aktiv war.
Fletcher selbst zog sich 1922 von der Präsidentschaft der CWL zurück. 1939 veröffentlichte sie ihre Autobiografie O, Call Back Yesterday und 1943 verstarb sie an einer durch Grippe verursachten Lungenentzündung.

## Werke
- Sketches of Life in Hungary, Swan Sonnenschein, London 1892 (Online).
- The School of the Heart, Longmans, Green and Company, New York City 1904.
- Light for New Times: A book for Catholic girls, Benziger Bros., New York City 1905 (Online).
- The Fugitives, Longmans, Green and Company, New York City 1912.
- Christian Feminism: a Charter of Rights and Duties, P. S. King & Son, London 1915 (Online).
- The Christian Family, Catholic Social Guild, Oxford 1920.
- O, Call Back Yesterday, Blackwells, Oxford 1939 (Fletchers Autobiografie).